# Power Rangers, le film
Pour le film de Dean Israelite, voir Power Rangers (film, 2017).
Série
Power Ranger Turbo
(1997)
Pour plus de détails, voir Fiche technique et Distribution.
Power Rangers, le film (Mighty Morphin Power Rangers: The Movie) est un film américano-nippo-australo-néo-zélandais réalisé par Bryan Spicer, sorti en 1995. Le film est l'adaptation sur grand écran de la franchise américaine Power Rangers.
Le film reçoit des critiques positives et a réalisé 66 433 194 dollars de recettes mondiales, plus de quatre fois ce qu'il a coûté.

## Synopsis
Les Power Rangers sont confrontés au plus grand monstre que l'univers ait jamais connu : Ivan Ooze. Ce dernier réussit à supprimer leurs pouvoirs, à détruire le poste de commande et à briser le tube temporel qui maintient Zordon en vie. Les Rangers vont alors devoir trouver comment sauver Zordon et restaurer leurs pouvoirs.

## Fiche technique
Sauf indication contraire, les informations mentionnées dans cette section peuvent être confirmées par la base de données cinématographiques IMDb,  présente dans la section « Liens externes ».
- Titre original : Mighty Morphin Power Rangers: The Movie
- Titre français et québécois : Power Rangers, le film
- Réalisation : Bryan Spicer
- Scénario : Arne Olsen, d'après une histoire de John Kamps et Arne Olsen
- Musique : Graeme Revell
- Direction artistique : Colin Gibson
- Décors : Craig Stearns et Tim Ferrier
- Costumes : Joseph A. Porro et Warren Beaton
- Photographie : Paul Murphy
- Son : Gregory H. Watkins, Chris Carpenter
- Montage : Wayne Wahrman
- Production : Haim Saban et Suzanne Todd

Coproducteur : David Coatsworth
Producteurs délégués : Haim Saban et Shuki Levy
- Société de production[2] : Saban Entertainment et Toei Company, avec la participation de Twentieth Century Fox
- Société de distribution[2] :
  - États-Unis : Twentieth Century Fox
  - Australie : Twentieth Century Fox, Fox Columbia TriStar Films, Century Fox Home Entertainment
  - France : UGC-Fox Distribution (UFD)
- Budget : 15 millions de dollars[3] / 20 millions de dollars[4] (estimation)
- Pays d'origine :  États-Unis,  Japon,  Australie,  Nouvelle-Zélande
- Langue originale : anglais
- Format[5] : couleur (DeLuxe) - 35 mm - 1,85:1 (Panavision) - son DTS | Dolby Digital | SDDS
- Genre : action, aventure, science-fiction, thriller
- Durée : 95 minutes
- Dates de sortie[6] :
  - États-Unis : 30 juin 1995
  - Australie : 14 septembre 1995
  - France : 18 octobre 1995
  - Japon : 20 avril 1996
- Classification[7] :
  -  États-Unis : PG - Parental Guidance Suggested (Certaines scènes peuvent heurter les enfants - Accord parental souhaitable)
  -  France : Tous publics (visa d'exploitation no 87567 délivré le 28 juillet 1995)[8]

## Distribution
Légende : Version Québécoise = VQ
- Jason David Frank (VF : Patrick Poivey ; VQ : Gilbert Lachance) : Thomas « Tommy » Oliver, le ninja Ranger blanc
- Johnny Yong Bosch (VF : Bernard Soufflet ; VQ : Olivier Visentin) : Adam Park, le ninja Ranger noir
- Steve Cardenas (VF : David Lesser ; VQ : François Godin) : Rocky DeSantos, le ninja Ranger rouge
- Karan Ashley (VF : Aurélia Bruno ; VQ : Natalie Hamel-Roy) : Aisha Campbell, le ninja Ranger jaune
- Amy Jo Johnson (VF : Sophie Gormezano ; VQ : Aline Pinsonneault) : Kimberly « Kim » Hart, le ninja Ranger rose
- David Yost (VF : Alexandre Gillet ; VQ : François Sasseville) : William « Billy » Cranston, le ninja Ranger bleu
- Paul Schrier (VF : Alain Flick ; VQ : Yves Massicotte) : Farkas « Bulk » Bulkmeier
- Jason Narvy (VF : Mark Lesser ; VQ : Ronald France) : Eugene « Skull » Skullovitch
- Nicholas Bell (VO : Robert L. Manahan ; VF : Patrick Poivey ; VQ : Daniel Roussel) : Zordon
- Peta-Maree Rixon (VO : Richard Wood ; VF : Lionel Melet ; VQ : Johanne Léveillé) : Alpha 5
- Gabrielle Fitzpatrick (VF : Annie Balestra ; VQ : Violette Chauveau) : Dulcea
- Jamie Croft (VF : Alexis Tomassian ; VQ : Martin Pensa) : Fred Kelman
- Paul Goddard : Dave
- Robert Simper : John
- Julia Cortez (VO : Barbara Goodson ; VF : Agnès Gribe ; VQ : Yolande Roy) : Rita Repulsa
- Mark Ginther (VO : Robert Axelrod ; VF : Alain Flick ; VQ : Louis-Georges Girard) : le seigneur Zedd
- Kerry Casey (VO : Kerrigan Mahan ; VF : Michel Papineschi ; VQ : Daniel Picard) : Goldar
- Jean Paul Bell (VF : Jean-Claude Montalban ; VQ : Jean-Marie Moncelet) : Mordant
- Paul Freeman (VF : Serge Lhorca) : Ivan Ooze
- Peter Mochrie (VF : Éric Legrand ; VQ : Pierre Auger) : M. Kelman
- Richard Genelle : Ernie (scènes coupées)

Adaptation française : Jean-Yves Jaudeau

## Bande originale

### Original Soundtrack Album
Albums de divers artistes
Original Motion Picture Score
(1995)
Pour promouvoir le film et sa bande originale, le titre Trouble du groupe "Shampoo" a bénéficié d'une nouvelle version d'un vidéo clip, où apparaissent les personnages d'Alpha 5, les Tengu, Zordon et les Rangers du film.
1. Go Go Power Rangers - The Power Rangers Orchestra
2. Higher Ground - Red Hot Chili Peppers
3. Trouble - Shampoo
4. Are You Ready?! - Devo
5. Power - Snap!
6. Kung Fu Dancing - Fun Tomas
7. Dreams - Van Halen
8. Free Ride - Dan Hartman
9. SenSurround - They Might Be Giants
10. Ayeyaiyai (Alpha Song) - Power Jet
11. Firebird - Graeme Revell
Titre bonus
12. Cross My Line - Aaron Waters (The Mighty Raw)

### Original Motion Picture Score
Albums de Graeme Revell
Original Soundtrack Album
(1995) Power Rangers Turbo, le film
(1997)
1. Prologue
2. Ivan Ooze
3. The Great Power
4. The Tengu's Attack
5. Zordon is Dying
6. The Rangers on Phaedos
7. Dulcea to the Rescue
8. Journey to the Plateau
9. Summoning the Ninjetti
10. Jurassic Ride
11. The Monolith
12. Battle With the Gatekeepers
13. Metamorphicons Confront the Rangers
14. The Megazord Battle
15. Leap to Our Doom
16. Power Rangers Triumph
17. Freddy to the Rescue
18. Zordon is Saved

## Accueil

### Accueil critique
Aux États-Unis, le film a reçu un accueil critique mitigé :
- Sur Internet Movie Database, il obtient un score de 5,2⁄10 sur la base de 24 784 critiques[16].
- Sur Metacritic, il obtient un score défavorable de la presse 40⁄100 sur la base de 21 critiques mais un score favorable du public 6,3⁄10 basé sur 16 évaluations[13].
- Sur l'agrégateur américain Rotten Tomatoes, il récolte 37 % d'opinions favorables avec une moyenne de 4,46⁄10 sur la base de 13 critiques positives et 22 négatives[14].

En France, le film a reçu un accueil critique défavorable :
- Sur Allociné, il obtient une moyenne de 2,6⁄5 sur la base 45 critiques de la part des spectateurs[15].
- Sur SensCritique, il obtient une moyenne de 4,0⁄10 sur la base d’environ 1 000 critiques dont 37 coups de cœur et 122 envies[17].

### Box-office
Le film a réalisé 66 433 194 $ de recettes mondiales. Il a rentabilisé quatre fois son budget initial. Il est considéré comme un succès au cinéma, malgré une concurrence accrue aux États-Unis, sorti face à Apollo 13, Pocahontas : Une légende indienne et Batman Forever ainsi qu' Une journée en enfer (Die Hard 3), sortie un mois et demi plutôt, film le plus vu au cinéma pour l'année 1995.
| Pays ou région            | Box-office                               | Date d'arrêt du box-office        | Nombre de semaines |
| ------------------------- | ---------------------------------------- | --------------------------------- | ------------------ |
| États-Unis (1er week-end) | 13 104 788 $                             | du 30 juin 1995 au 2 juillet 1995 | -                  |
| États-Unis                | 38 187 431 $ 8 646 000 entrées (Approx.) | -                                 | 26                 |
| France Paris              | 124 991 entrées 29 547 entrées           | -                                 | -                  |
| Total hors États-Unis     | 28 245 763 $                             | -                                 | -                  |
| Total mondial             | 66 433 194 $                             | -                                 | -                  |

## Distinctions

### Nominations
- Young Artist Awards 1996[22] : meilleur second rôle jeune acteur dans un film pour Steve Cardenas.

## Autour du film
- Basé sur la saison 3 de Power Rangers : Mighty Morphin, à ceci près que dans le film, c'est Dulcea qui donne les pouvoirs ninja, alors que dans la série, c'est Ninjor. Le film a été classé hors-série, contrairement au second, Power Rangers Turbo, le film (1997), qui se trouve dans la continuité de la série (entre Zeo et Turbo).
- L'actrice Mariska Hargitay remplaçait initialement Gabrielle Fitzpatrick, malade au moment du tournage, dans le rôle de Dulcea, mais cette dernière se rétablit et reprit sa place, obligeant la production à retourner les scènes déjà tournées avec Hargitay[23].
- Les personnages de Rita Repulsa et le seigneur Zedd sont interprétés par des acteurs différents de la série. En effet, Rita est joué ici par Julia Cortez, alors que dans la série c'est Machiko Saga, qui l'interprète dans la série japonaise d'origine Kyōryū Sentai Zyuranger, ajouté au montage de la série américaine. Lord Zedd, interprété dans la série par Edwin Neal, est remplacé par Mark Ginther.
- Le design des costumes, créés spécifiquement pour le film, a été réalisé par Joseph A. Porro qui a travaillé sur les films Godzilla et Stargate, la porte des étoiles.
- Le personnage de Ivan Ooze, servira de comparatif abusif pour  le design du personnage de l'Apocalypse pour le film X-Men: Apocalypse. Le personnage, présenté sur une photo de tournage quelques mois avant la sortie du film, fut moqué et comparé au vilain Ooze, à cause de sa couleur violette et de son physique différent des comics.

À la sortie des bandes annonces, puis du Film de Bryan Singer, ces comparatifs cessèrent.
- Sophia Crawford, cascadeuse et doubleuse de Kimberly, dans la série, y fera ses débuts cinématographique. Elle participera ensuite en tant que doublure et cascadeuse dans plusieurs films mais surtout dans les quatre premières saisons de Buffy contre les vampires où elle doublera Sarah Michelle Gellar dans ses scènes d'actions[24].
- Le film, comporte des scènes faisant appel aux procédé de CGI, réalisé par la société Pixel Magic, pour la réalisation des Zords, ainsi qu'a l'animatronique pour les ennemis des Rangers. Ces procédés étaient rares à l'époque pour un film pour enfants.
- La majorité du film a été tournée en Australie, à Sydney et Queensland. La série étant tournée en États-Unis, montée avec des scènes japonaises.
- bandai édite alors une gamme de jouet correspondant au film. Une nouvelle gamme est recrée en 2015, pour les vingt ans du film, distribué uniquement chez Toys “R” Us.
- La chaine de restauration rapide Burger King décide de promouvoir le film en commercialisant avec ses repas des figurines du film uniquement en France.
- McDonald's s'associe au film pour commercialiser des jouets dans les Happy Meal, uniquement aux États-Unis.
- Un faux raccord est visible lors de l'assemblage du Ninja Megazord. On peut voir le Zord Grue arrimé au moment où le Zord Ours s'attache au torse alors que le Zord Grue s'arrime sur le plan suivant.

## Adaptations
- Power Rangers, le film a bénéficié d'une adaptation en jeux vidéo sur les consoles Super NES, Sega Genesis, Game Boy, Sega CD et Game Gear.
- Marvel Comics a publié une bande dessinée basée sur le film.

## Éditions en vidéo
- Le film est disponible en VHS, laserdisc et DVD, distribué par la Fox.
- Le DVD va être réédité le 1er juin 2018, dans la collection Gulli.
- Le film bénéficiera d'une sortie en Haute définition sur blu ray, le 4 juin 2019, édité par Shout Factory, uniquement en anglais[25].